# Кирилов Микола Павлович
Микола Павлович Кирилов (1914, Миколаїв — 1993, Миколаїв) — Герой Радянського Союзу, командир взводу триста дев'яносто третього окремого батальйону морської піхоти Чорноморського флоту, молодший лейтенант.

## Біографія
Народився Микола Павлович 20 лютого 1914 року в Миколаєві у сім'ї робітника. Українець. Після закінчення 7 класів пішов працювати старшим диспетчером цеху на суднобудівному заводі.
В серпні 1941 року вступив в ряди ВМФ, тоді ж пішов на фронт. З 1944 року член ВКП (б)/КПРС. На початку лютого 1943, командир взводу триста дев'яносто третього окремого батальйону морської піхоти (Чорноморський флот) молодший лейтенант Микола Кирилов у складі десантного загону під командуванням майора Кунікова Ц. Л., висадився на березі Цемеської затоки в районі селища Станічка, що знаходиться нині в межах міста-героя Новоросійська.
Брав участь у Керченській десантній операції. У бою молодший лейтенант Кирилов М. П. замінив командира роти і забезпечив виконання бойового завдання. Був поранений під час бою, але сумлінно виконав бойове завдання.
Указом Президії Верховної Ради СРСР від 31 травня 1944 року за зразкове виконання бойових завдань командування на фронті боротьби з німецько-фашистським загарбниками і проявлені при цьому мужність і героїзм молодшому лейтенанту Кирилову Миколі Павловичу присвоєно звання Героя Радянського Союзу з врученням ордена Леніна і медалі «Золота Зірка» (№ 3792).
З 1946 року старший лейтенант М. П. Кіріллов находиться в запасі, пізніше пішов у відставцу. Жив у місті Миколаїв, до відходу на пенсію працював начальником гальванічного цеху на заводі. Помер 21 серпня 1993 року. Похований у місті Миколаїв.

## Нагороди
- Орден Леніна
- Два Ордена Червоного Прапора
- Орденом Вітчизняної війни 1-го ступеня
- Медаль «За оборону Кавказу»
- Медаль «За перемогу над Німеччиною»